# Jürgen Trabant

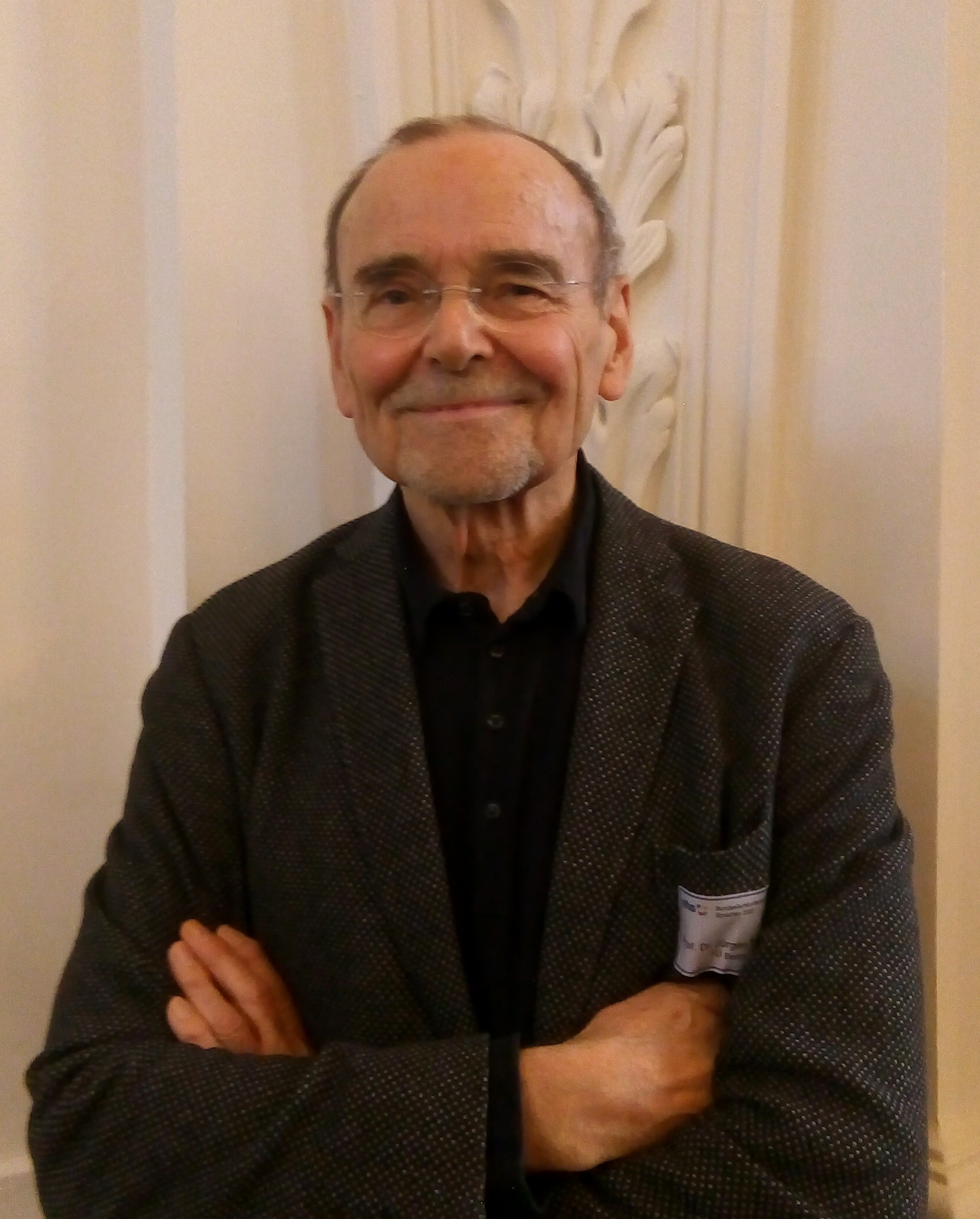
Jürgen Trabant (2020)

Jürgen Trabant (* 25. Oktober 1942 in Frankfurt am Main) ist ein deutscher Sprachwissenschaftler und emeritierter Lehrstuhlinhaber.

## Leben
Jürgen Trabant wurde 1942 als Sohn von Dora Trabant, geborene Weiler, und des Schlossers August Trabant in Frankfurt am Main geboren. Nach dem dort erfolgten Abschluss eines Gymnasiums und dem Studium der Romanistik, Germanistik und Philosophie in Frankfurt, Tübingen und Paris wurde er 1969 an der Universität Tübingen zum Dr. phil. promoviert. Von 1972 bis 1975 war er Dozent in Hamburg, von 1969 bis 1971 Lektor in Bari und Rom. 1975 wurde er ordentlicher Professor in Berlin, von 1980 an Professor für Sprachwissenschaft (C4) am Institut für Romanische Philologie der Freien Universität Berlin. Er war dort bis 2008 Leiter des Frankreichstudiengangs.
Seit 1987 ist er Mitglied des Forschungszentrums für Historische Anthropologie der FU Berlin.
Trabant war Gastprofessor an der Stanford University, an der University of California, Davis, an der École des Hautes Études en Sciences Sociales (EHESS) in Paris, in Leipzig und in Limoges. Er war außerdem Fellow am Collegium Budapest, erhielt 2001/2002 ein Forschungsstipendium des Historischen Kollegs München und war von 2003 bis 2008 Rektor des Studienkollegs zu Berlin.
Trabant ist seit 1992 Gründungsmitglied der Berlin-Brandenburgischen Akademie der Wissenschaften (BBAW). Von 2008 bis 2013 hatte er den „Conrad Naber Chair for European Plurilingualism“ der Jacobs University Bremen fünf Jahre lang inne. 2017 wurde er zum Mitglied der Accademia delle Scienze di Torino gewählt.
Im Jahr 1971 heiratete er Christiane Rommel. Aus der Ehe gingen die Kinder Bettina und Daniela hervor.

## Auszeichnungen
Am 14. Juni 2011 erhielt Trabant den Titel eines Commendatore der italienischen Republik (Ordine al Merito della Repubblica Italiana).

## Wirken
Schwerpunktmäßig lehrt und forscht Trabant über französische und italienische Sprachwissenschaft, Sprachpolitik, Semiotik, Sprachphilosophie, Geschichte des europäischen Sprachdenkens und historische Anthropologie der Sprache. Besonderes Interesse gilt dabei den Ideen und Lehren von Giambattista Vico und Wilhelm von Humboldt.
Gemeinsam mit Achim Eschbach (1948–2021) und Ernest W. B. Hess-Lüttich (* 1949) gibt er die im Verlag Gunter Narr erscheinende internationale semiotische Fachzeitschrift Kodikas/Code heraus.

## Publikationen
- Zur Semiologie des literarischen Kunstwerks. Glossematik und Literaturtheorie (=Internationale Bibliothek für allgemeine Linguistik. 6, ZDB-ID 120128-1). Fink, München 1970, (Zugleich: Tübingen, Universität, Dissertation, 1970; auch in spanischer Übersetzung).
- Elemente der Semiotik. Beck, München 1976, (3. Auflage. 1996; auch in japanischer, portugiesischer, italienischer, koreanischer Übersetzung).
- Gehören die Interjektionen zur Sprache? In: Harald Weydt (Hrsg.): Partikel und Interaktion (= Reihe Germanistische Linguistik. 44). Niemeyer, Tübingen 1983, ISBN 3-484-31044-8, S. 69–81.
- Apeliotes oder Der Sinn der Sprache. Wilhelm von Humboldts Sprach-Bild (= Supplemente. 8). Fink, München 1986, ISBN 3-7705-2381-4 (auch in französischer, japanischer Übersetzung).
- Traditionen Humboldts (= Suhrkamp-Taschenbuch Wissenschaft. 877). Suhrkamp, Frankfurt am Main 1990, ISBN 3-518-28477-0 (auch in koreanischer, französischer Übersetzung).
- Neue Wissenschaft von alten Zeichen. Vicos Sematologie (= Suhrkamp-Taschenbuch Wissenschaft. 1134). Suhrkamp, Frankfurt am Main 1994, ISBN 3-518-28734-6 (auch in italienischer, englischer (Routledge, London 2004) Übersetzung).
- Artikulationen. Historische Anthropologie der Sprache (= Suhrkamp-Taschenbuch Wissenschaft. 1386). Suhrkamp, Frankfurt am Main 1998, ISBN 3-518-28986-1.
- als Herausgeber mit Sean Ward: New Essays on the Origin of Language (= Trends in Linguistics. Studies and Monographs. 133). Mouton de Gruyter, Berlin u. a. 2001, ISBN 3-11-017025-6.
- Der Gallische Herkules. Über Sprache und Politik in Frankreich und Deutschland. Francke, Tübingen u. a. 2002, ISBN 3-7720-3335-0.
- Mithridates im Paradies. Kleine Geschichte des Sprachdenkens. Beck, München 2003, ISBN 3-406-50200-8.
- als Herausgeber mit Elisabeth Müller-Luckner: Sprache der Geschichte (= Schriften des Historischen Kollegs. Kolloquien. 62). Oldenbourg, München 2005, ISBN 3-486-57572-4 (Digitalisat).
- Europäisches Sprachdenken. Von Platon bis Wittgenstein (= Beck’sche Reihe. 1693). Beck, München 2006, ISBN 3-406-54109-7.
- Was ist Sprache? (= Beck’sche Reihe. 1844). Beck, München 2008, ISBN 978-3-406-56832-9.
- Die Sprache (= Beck’sche Reihe. 2464). Beck, München 2009, ISBN 978-3-406-56264-8.
- Weltansichten. Wilhelm von Humboldts Sprachprojekt. Beck, München 2012, ISBN 978-3-406-64021-6.
- Globalesisch oder was? Ein Plädoyer für Europas Sprachen (= C.H. Beck Paperback. 6109). Beck, München 2014, ISBN 978-3-406-65990-4.[3]